# Discographie de Katy Perry
La discographie de la chanteuse américaine Katy Perry se compose de six albums studio, un album live, six EP et une quarantaine de singles.
Après un premier album en 2001 sous le nom de Katy Hudson (son nom de naissance), Katy Perry connaît un succès international avec l'album One of the Boys en 2008, porté par les titres I Kissed a Girl et Hot n Cold, qui se classent n°1 dans plusieurs pays.
Son troisième album, Teenage Dream (2010), lui permet de classer 5 singles n°1 au Billboard Hot 100 : California Gurls, Teenage Dream, Firework, E.T. et Last Friday Night (T.G.I.F.) (ainsi que Part of Me, inclus sur la réédition de l'album).

Si ses albums suivants, Prism (2013) et Witness (2017), se classent à leur tour à la première place des ventes dans plusieurs pays, tout comme les titres Roar, Dark Horse et Feels, l'album Smile (2020), quant à lui, ne connaît pas le succès escompté.
Katy Perry a vendu plus de 143 millions de disques dans le monde.

## Albums

### Albums studio
| Album                             | Classements | Classements | Classements | Classements | Classements | Classements | Classements | Classements | Classements | Classements | Classements | Classements | Classements | Classements | Classements | Classements | Certifications                                                           | Ventes mondiales |
| Album                             | É-U         | CAN         | R-U         | IRL         | FRA         | ESP         | ITA         | SUI         | BE/W        | BE/F        | P-B         | ALL         | AUT         | SUE         | AUS         | N-Z         | Certifications                                                           | Ventes mondiales |
| --------------------------------- | ----------- | ----------- | ----------- | ----------- | ----------- | ----------- | ----------- | ----------- | ----------- | ----------- | ----------- | ----------- | ----------- | ----------- | ----------- | ----------- | ------------------------------------------------------------------------ | ---------------- |
| Katy Hudson - Label : Red Hill    | -           | -           | -           | -           | -           | -           | -           | -           | -           | -           | -           | -           | -           | -           | -           | -           |                                                                          |                  |
| One of the Boys - Label : Capitol | 9           | 6           | 11          | 10          | 10          | 51          | 23          | 6           | 23          | 24          | 32          | 7           | 6           | 19          | 11          | 17          | : 3x Platine : 2x Platine : 2x Platine : 2x Platine : 3x Or : 3x Platine | 5 000 000        |
| Teenage Dream - Label : Capitol   | 1           | 1           | 1           | 1           | 3           | 4           | 3           | 4           | 5           | 10          | 6           | 5           | 1           | 11          | 1           | 1           | : Diamant : 4x Platine : 5x Platine : 2x Platine : Platine : 6x Platine  | 6 000 000        |
| Prism - Label : Capitol           | 1           | 1           | 1           | 1           | 4           | 3           | 5           | 2           | 7           | 5           | 4           | 4           | 3           | 3           | 1           | 1           | : 5x Platine : 3x Platine : Platine : Platine : Or : 6x Platine          | 4 000 000        |
| Witness - Label : Capitol         | 1           | 1           | 6           | 5           | 4           | 1           | 6           | 7           | 4           | 8           | 8           | 10          | 6           | 7           | 2           | 2           | : Or : Platine : Argent : Or : Or                                        | 900 000          |
| Smile - Label : Capitol           | 5           | 5           | 5           | 9           | 17          | 5           | 10          | 8           | 5           | 7           | 13          | 14          | 8           | 58          | 2           | 4           | : Or                                                                     | 510 000          |
| 143 - Label : Capitol             |             |             |             |             |             |             |             |             |             |             |             |             |             |             |             |             |                                                                          |                  |

### Album Live
| Album                           | Classements | Classements | Classements | Classements | Classements | Classements | Classements | Classements | Classements | Classements | Classements | Classements | Classements | Classements | Classements | Classements | Certifications | Ventes mondiales |
| Album                           | É-U         | CAN         | R-U         | IRL         | FRA         | ESP         | ITA         | SUI         | BE/W        | BE/F        | P-B         | ALL         | AUT         | SUE         | AUS         | N-Z         | Certifications | Ventes mondiales |
| ------------------------------- | ----------- | ----------- | ----------- | ----------- | ----------- | ----------- | ----------- | ----------- | ----------- | ----------- | ----------- | ----------- | ----------- | ----------- | ----------- | ----------- | -------------- | ---------------- |
| MTV Unplugged - Label : Capitol | 168         | -           | -           | -           | 192         | -           | -           | 82          | -           | -           | -           | -           | -           | -           | -           | -           |                |                  |

### EP
- 2007 : Ur So Gay
- 2009 : The Hello Katy Australian Tour EP
- 2020 : Camp Katy
- 2020 : Scorpio SZN
- 2020 : Empowered
- 2020 : Cosmic Energy

## Singles

### Années 2000
| Année | Single                                  | Classements | Classements | Classements | Classements | Classements | Classements | Classements | Classements | Classements | Classements | Classements | Classements | Classements | Classements | Classements | Classements | Album           |
| Année | Single                                  | É-U         | CAN         | R-U         | IRL         | FRA         | ESP         | ITA         | SUI         | BE/W        | BE/F        | P-B         | ALL         | AUT         | SUE         | AUS         | N-Z         | Album           |
| ----- | --------------------------------------- | ----------- | ----------- | ----------- | ----------- | ----------- | ----------- | ----------- | ----------- | ----------- | ----------- | ----------- | ----------- | ----------- | ----------- | ----------- | ----------- | --------------- |
| 2008  | I Kissed a Girl                         | 1           | 1           | 1           | 1           | 5           | 19          | 1           | 1           | 3           | 1           | 3           | 1           | 1           | 1           | 1           | 1           | One of the Boys |
| 2008  | Hot n Cold                              | 3           | 1           | 4           | 3           | 10          | 13          | 2           | 1           | 1           | 2           | 5           | 1           | 1           | 2           | 4           | 5           | One of the Boys |
| 2009  | Thinking of You                         | 29          | 24          | 27          | 38          | 11          | -           | 14          | 45          | -           | -           | 79          | 19          | 18          | 29          | 34          | -           | One of the Boys |
| 2009  | Waking Up in Vegas                      | 9           | 2           | 19          | 8           | -           | -           | -           | 69          | -           | -           | 78          | 33          | 26          | 32          | 11          | 9           | One of the Boys |
| 2009  | Starstrukk (avec 3OH!3)                 | 66          | 31          | 3           | 4           | -           | -           | -           | -           | -           | 21          | 65          | -           | 48          | 55          | 4           | 16          | Want            |
| 2009  | If We Ever Meet Again (feat. Timbaland) | 37          | 4           | 3           | 3           | 5           | 7           | 10          | 7           | 8           | 12          | 27          | 9           | 10          | 19          | 9           | 1           | Shock Value II  |

### Années 2010
| Année | Single                                                    | Classements | Classements | Classements | Classements | Classements | Classements | Classements | Classements | Classements | Classements | Classements | Classements | Classements | Classements | Classements | Classements | Album                                  |
| Année | Single                                                    | É-U         | CAN         | R-U         | IRL         | FRA         | ESP         | ITA         | SUI         | BE/W        | BE/F        | P-B         | ALL         | AUT         | SUE         | AUS         | N-Z         | Album                                  |
| ----- | --------------------------------------------------------- | ----------- | ----------- | ----------- | ----------- | ----------- | ----------- | ----------- | ----------- | ----------- | ----------- | ----------- | ----------- | ----------- | ----------- | ----------- | ----------- | -------------------------------------- |
| 2010  | California Gurls (feat. Snoop Dogg)                       | 1           | 1           | 1           | 1           | 5           | 17          | 3           | 4           | 3           | 6           | 6           | 3           | 3           | 8           | 1           | 1           | Teenage Dream                          |
| 2010  | Teenage Dream                                             | 1           | 2           | 2           | 1           | 6           | 48          | 9           | 8           | 15          | 14          | 17          | 6           | 2           | 21          | 2           | 1           | Teenage Dream                          |
| 2010  | Firework                                                  | 1           | 1           | 3           | 2           | 7           | 14          | 4           | 3           | 5           | 5           | 6           | 4           | 3           | 4           | 3           | 1           | Teenage Dream                          |
| 2011  | E.T. (feat. Kanye West)                                   | 1           | 1           | 3           | 5           | 10          | -           | 9           | 14          | 14          | 24          | 39          | 9           | 7           | 12          | 5           | 1           | Teenage Dream                          |
| 2011  | Last Friday Night (T.G.I.F.)                              | 1           | 1           | 9           | 2           | 22          | 38          | 9           | 20          | 25          | 22          | 24          | 15          | 7           | 33          | 5           | 4           | Teenage Dream                          |
| 2011  | The One That Got Away                                     | 3           | 2           | 18          | 13          | 30          | 42          | 24          | 33          | 44          | 33          | 66          | 34          | 19          | 48          | 27          | 12          | Teenage Dream                          |
| 2012  | Part of Me                                                | 1           | 1           | 1           | 5           | 13          | 48          | 13          | 33          | 28          | 18          | 28          | 20          | 18          | -           | 5           | 1           | Teenage Dream: The Complete Confection |
| 2012  | Wide Awake                                                | 2           | 1           | 9           | 6           | 33          | -           | 12          | 21          | 48          | 25          | 41          | 39          | 28          | -           | 4           | 1           | Teenage Dream: The Complete Confection |
| 2013  | Roar                                                      | 1           | 1           | 1           | 1           | 5           | 5           | 4           | 3           | 6           | 5           | 5           | 2           | 1           | 5           | 1           | 1           | Prism                                  |
| 2013  | Who You Love (avec John Mayer)                            | 48          | 70          | -           | -           | -           | -           | -           | -           | -           | -           | -           | -           | -           | -           | 83          | -           | Paradise Valley                        |
| 2013  | Unconditionally                                           | 14          | 13          | 25          | 27          | 38          | 40          | 6           | 27          | 26          | 49          | 53          | 22          | 16          | 48          | 11          | 26          | Prism                                  |
| 2013  | Dark Horse (feat. Juicy J)                                | 1           | 1           | 4           | 3           | 6           | 9           | 5           | 4           | 3           | 1           | 1           | 6           | 2           | 2           | -           | 2           | Prism                                  |
| 2014  | Birthday                                                  | 17          | 7           | 22          | 47          | 57          | -           | -           | -           | -           | -           | 56          | 69          | 51          | -           | 25          | 17          | Prism                                  |
| 2014  | This Is How We Do                                         | 24          | 9           | 33          | 31          | 41          | -           | -           | 36          | 37          | 36          | 20          | 34          | 14          | 26          | 18          | 13          | Prism                                  |
| 2016  | Rise                                                      | 11          | 13          | 25          | 56          | 3           | -           | 5           | 15          | -           | -           | 95          | 39          | 23          | -           | 1           | 26          |                                        |
| 2017  | Chained to the Rhythm                                     | 4           | 3           | 5           | 6           | 20          | 16          | 10          | 6           | 5           | 6           | 14          | 6           | 7           | 9           | 4           | 8           | Witness                                |
| 2017  | Bon Appétit (feat. Migos)                                 | 59          | 14          | 37          | 42          | 21          | 69          | 48          | 36          | 20          | -           | 41          | 47          | 64          | 54          | 35          | -           | Witness                                |
| 2017  | Swish Swish (feat. Nicki Minaj)                           | 46          | 13          | 19          | 28          | 117         | 61          | -           | 46          | 14          | -           | 53          | 76          | 69          | 53          | 22          | -           | Witness                                |
| 2017  | Feels (feat. Pharrell Williams & Big Sean, Calvin Harris) | 20          | 5           | 1           | 3           | 6           | 25          | 20          | 6           | 1           | 3           | 9           | 9           | 5           | 18          | 3           | 2           | Funk Wav Bounces Vol. 1                |
| 2017  | Save As Draft                                             | -           | -           | -           | -           | -           | -           | -           | -           | -           | -           | -           | -           | -           | -           | -           | -           | Witness                                |
| 2018  | Hey Hey Hey                                               | -           | -           | -           | -           | -           | -           | -           | -           | -           | -           | -           | -           | -           | 95          | -           | -           | Witness                                |
| 2018  | Cozy Little Christmas                                     | 53          | -           | 22          | 74          | -           | -           | 61          | 57          | -           | 22          | -           | 38          | 37          | -           | -           | -           |                                        |
| 2019  | 365 (avec Zedd)                                           | 86          | 52          | 37          | -           | 129         | 85          | 68          | 59          | -           | -           | 73          | 72          | 70          | 60          | 38          | -           |                                        |
| 2019  | Con Calma (feat. Daddy Yankee & Snow)                     | 22          | 6           | 66          | -           | -           | -           | -           | -           | -           | -           | -           | -           | -           | -           | -           | -           |                                        |
| 2019  | Never Really Over                                         | 15          | 7           | 12          | 11          | 102         | 67          | 32          | 21          | 16          | 22          | 32          | 47          | 29          | 44          | 7           | 14          | Smile                                  |
| 2019  | Small Talk                                                | 81          | 56          | 43          | -           | -           | -           | 91          | -           | -           | 86          | -           | -           | -           | 62          | 33          | -           |                                        |
| 2019  | Harleys in Hawaii                                         | -           | 71          | 45          | 42          | -           | -           | -           | 72          | -           | -           | -           | -           | -           | -           | 36          | -           | Smile                                  |

### Années 2020
| Année | Single                             | Classements | Classements | Classements | Classements | Classements | Classements | Classements | Classements | Classements | Classements | Classements | Classements | Classements | Classements | Classements | Classements | Album      |
| Année | Single                             | É-U         | CAN         | R-U         | IRL         | FRA         | ESP         | ITA         | SUI         | BE/W        | BE/F        | P-B         | ALL         | AUT         | SUE         | AUS         | N-Z         | Album      |
| ----- | ---------------------------------- | ----------- | ----------- | ----------- | ----------- | ----------- | ----------- | ----------- | ----------- | ----------- | ----------- | ----------- | ----------- | ----------- | ----------- | ----------- | ----------- | ---------- |
| 2020  | Never Worn White                   | -           | 95          | 97          | 85          | -           | -           | -           | -           | -           | -           | -           | -           | -           | -           | 79          | -           |            |
| 2020  | Daisies                            | 40          | 37          | 37          | 27          | -           | -           | 70          | 57          | -           | -           | -           | -           | -           | -           | 37          | -           | Smile      |
| 2020  | Smile                              | -           | -           | 73          | 99          | -           | -           | -           | -           | -           | -           | -           | -           | -           | -           | -           | -           | Smile      |
| 2020  | Not the End of the World           | -           | -           | -           | -           | -           | -           | -           | -           | -           | -           | -           | -           | -           | -           | -           | -           | Smile      |
| 2021  | Electric                           | -           | 97          | -           | -           | -           | -           | -           | -           | -           | -           | -           | -           | -           | -           | -           | -           | Pokemon 25 |
| 2021  | When I'm Gone (avec Alesso)        | 90          | 54          | 49          | 59          | -           | -           | -           | -           | 48          | 25          | 61          | 88          | -           | 91          | 96          | -           |            |
| 2024  | Woman's World                      | 63          | 77          | 47          | 65          | 163         | -           | -           | -           | -           | 35          | 22          | -           | -           | -           | -           | 6           | 143        |
| 2024  | Lifetimes                          | 78          | 34          | 56          | 28          | 256         | -           | -           | -           | -           | 45          | 56          | -           | -           | -           | -           | 8           | 143        |
| 2024  | I'm His, He's Mine (feat. Doechii) | 45          | 32          | 43          | 34          | 7           | -           | -           | -           | -           | 23          | 47          | -           | -           | -           | -           | 2           | 143        |

### Singles promotionnels
| Année | Single                               | Classements | Classements | Classements | Classements | Classements | Classements | Classements | Classements | Classements | Classements | Classements | Classements | Classements | Classements | Classements | Classements | Album            |
| Année | Single                               | É-U         | CAN         | R-U         | IRL         | FRA         | ESP         | ITA         | SUI         | BE/W        | BE/F        | P-B         | ALL         | AUT         | SUE         | AUS         | N-Z         | Album            |
| ----- | ------------------------------------ | ----------- | ----------- | ----------- | ----------- | ----------- | ----------- | ----------- | ----------- | ----------- | ----------- | ----------- | ----------- | ----------- | ----------- | ----------- | ----------- | ---------------- |
| 2007  | Ur So Gay                            | -           | -           | -           | -           | -           | -           | -           | -           | -           | -           | -           | -           | -           | -           | -           | -           | One of the Boys  |
| 2010  | Not Like the Movies                  | 53          | 41          | -           | -           | -           | -           | -           | -           | -           | -           | -           | -           | -           | -           | -           | -           | Teenage Dream    |
| 2010  | Circle the Drain                     | 58          | 30          | -           | -           | -           | -           | -           | -           | -           | -           | -           | -           | -           | -           | -           | 36          | Teenage Dream    |
| 2012  | Peacock                              | -           | 56          | -           | -           | -           | -           | -           | -           | -           | -           | -           | -           | -           | -           | -           | -           | Teenage Dream    |
| 2013  | Walking on Air                       | 34          | 12          | 80          | 13          | 25          | 15          | 20          | -           | 30          | 44          | 47          | -           | 35          | -           | 25          | 17          | Prism            |
| 2015  | Every Day is a Holiday               | -           | -           | -           | -           | -           | -           | -           | -           | -           | -           | -           | -           | -           | -           | -           | -           |                  |
| 2018  | Waving Through a Window              | -           | -           | -           | -           | -           | -           | -           | -           | -           | -           | -           | -           | -           | -           | -           | -           | Dear Evan Hansen |
| 2020  | What Makes a Woman                   | -           | -           | -           | -           | -           | -           | -           | -           | -           | -           | -           | -           | -           | -           | -           | -           | Smile            |
| 2020  | Resilient (feat. Aitana)             | -           | -           | -           | -           | -           | 56          | -           | -           | -           | -           | -           | -           | -           | -           | -           | -           | Smile            |
| 2021  | Cry About it Later (Remix)           | -           | -           | -           | -           | -           | -           | -           | -           | -           | -           | -           | -           | -           | -           | -           | -           | Smile            |
| 2021  | All You Need is Love                 | -           | -           | -           | -           | -           | -           | -           | -           | -           | -           | -           | -           | -           | -           | -           | -           |                  |
| 2022  | Where We Started (avec Thomas Rhett) | -           | -           | -           | -           | -           | -           | -           | -           | -           | -           | -           | -           | -           | -           | -           | -           | Where We Started |

## Clips vidéo
| Titre                                                           | Année | Réalisateur                                  |
| --------------------------------------------------------------- | ----- | -------------------------------------------- |
| Goodbye for Now (P.O.D. featuring Katy Perry)                   | 2006  | Meiert Avis                                  |
| Learn to Fly (de Carbon Leaf)                                   | 2006  | Anna Mastro                                  |
| Ur So Gay                                                       | 2007  | Walter May,                                  |
| Cupid's Chokehold (de Gym Class Heroes featuring Patrick Stump) | 2007  | Alan Ferguson                                |
| I Kissed a Girl                                                 | 2008  | Kinga Burza                                  |
| Hot n Cold                                                      | 2008  | Alan Ferguson                                |
| Thinking of You                                                 | 2009  | Melina Matsoukas                             |
| Waking Up in Vegas                                              | 2009  | Joseph Kahn                                  |
| Starstrukk (3OH!3 featuring Katy Perry)                         | 2009  | Marc Klasfeld Steve Jocz                     |
| If We Ever Meet Again (Timbaland et Katy Perry)                 | 2010  | Paul « Coy » Allen                           |
| California Gurls (featuring Snoop Dogg)                         | 2010  | Mathew Cullen                                |
| Teenage Dream                                                   | 2010  | Yoann Lemoine                                |
| Firework                                                        | 2010  | Dave Meyers                                  |
| E.T. (featuring Kanye West)                                     | 2011  | Floria Sigismondi                            |
| Last Friday Night (T.G.I.F.)                                    | 2011  | Marc Klasfeld, Danny Lockwood                |
| The One That Got Away                                           | 2011  | Floria Sigismondi                            |
| Part of Me                                                      | 2012  | Ben Mor                                      |
| Wide Awake                                                      | 2012  | Dawn Rose, Danny Lockwood                    |
| Roar                                                            | 2013  | Grady Hall, Mark Kudsi                       |
| Unconditionally                                                 | 2013  | Brent Bonacorso                              |
| Who You Love (de John Mayer)                                    | 2013  | Sophie Muller                                |
| Dark Horse (featuring Juicy J)                                  | 2014  | Mathew Cullen                                |
| Birthday                                                        | 2014  | Marc Klasfeld, Danny Lockwood                |
| This Is How We Do                                               | 2014  | Joel Kefali                                  |
| Bitch I'm Madonna (de Madonna)                                  | 2015  |                                              |
| Rise                                                            | 2016  | Paul Gore                                    |
| Chained To The Rhythm (featuring Skip Marley)                   | 2017  | Mathew Cullen                                |
| Bon Appétit (featuring Migos)                                   | 2017  | Dent de Cuir                                 |
| Feels (feat. Pharrell Williams & Big Sean, Calvin Harris)       | 2017  | Emil Nava                                    |
| Swish Swish (featuring Nicki Minaj)                             | 2017  | Dave Meyers                                  |
| Hey Hey Hey                                                     | 2017  | Isaac Rentz                                  |
| 365 (de Zedd)                                                   | 2019  | Warren Fu                                    |
| Never Really Over                                               | 2019  | Philippa Price Rafatoon (Visual Album Video) |
| You Need To Calm Down (de Taylor Swift)                         | 2019  | Drew Kirsch & Taylor Swift                   |
| Small Talk                                                      | 2019  | Tanu Muino                                   |
| Harleys in Hawaii                                               | 2019  | Manson                                       |
| Cozy Little Christmas                                           | 2019  | Watts                                        |
| Never Worn White                                                | 2020  | J.A.C.K                                      |
| Daisies                                                         | 2020  | Liza Voloshin                                |
| Smile                                                           | 2020  | Mathew Miguel Cullen                         |
| Not the End of the World                                        | 2020  |                                              |
| Electric                                                        | 2021  | Carlos López Estrada                         |